# Klanče
Klanče (nemško Glantschach) je naselje v Občini Galicija v Okraju Velikovec na Koroškem v Avstriji.